# 吉森县
吉森县（Landkreis Gießen）是德国黑森州吉森行政区的一个县，首府吉森。

## 地理
吉森县与马尔堡-比登科普夫县、兰-迪尔县、福格尔斯山县和韦特劳县相邻。